# Niaqornaarsuk
Niaqornaarsuk es un pueblo en la zona sureña de la municipalidad de Qaasuitsup, en el oeste groenlandés. Su población en enero de 2005 era de 334.